# Stanley Kubrick
Stanley Kubrick (26. srpnja 1928. – 7. ožujka 1999.), američki filmski redatelj, scenarist i producent. Režirao je niz hvaljenih i ponekad kontroverznih filmova. Kubrick je bio poznat po pomnom biranju teme svojih filmova, sporoj metodi rada, raznolikim žanrovima u kojima je radio, tehničkoj perfekciji i povučenosti kad je bila riječ o njegovim filmovima i obitelji.

## Rani život
Stanley Kubrick rođen je 26. srpnja 1928. u židovskoj obitelji u bolnici Lying-In na Manhattanu, kao prvo od dvoje djece u obitelji Jacquesa Kubricka (1901. – 1985.) i njegove žene Gertrude (djevojački Perveler, 1903. – 1985.). Njegova sestra, Barbara, rođena je 1934. Jacques Kubrick, čiji su roditelji bili židovski imigranti austrijskog-rumunjskog i poljskog podrijetla, bio je liječnik.
Otac ga je naučio igrati šah kad mu je bilo dvanaest godina; igra mu je ostala životna opsesija. Kad je Stanleyju bilo trinaest godina, Jacques Kubrick kupio mu je Graflex fotoaparat, što je potaklo Kubrickovu fascinaciju fotografijom. Osim toga, bio je zainteresiran za jazz te je nakratko bio i bubnjar.
Kubrick je od 1941. do 1945. pohađao srednju školu William Howard Taft. Bio je loš učenik. Na maturi, 1945., kad su se vojnici vraćali iz 2. svjetskog rata i počeli popunjavati fakultete, njegove slabe ocjene odnijele su nadu za više obrazovanje. Kubrick je u kasnijem životu prezirno govorio o svojem obrazovanju i obrazovanju općenito, naglasujući kako ga ništa u školi nije zanimalo. Roditelji su ga na godinu poslali rođacima u Los Angeles u nadi da će to pomoći njegovim akademskim vještinama.
U srednjoj školi je jednu godinu bio izabran za službenog školskog fotografa. 1946. je kratko pohađao City College of New York (CCNY), a zatim odustao. Nakon škole počeo je raditi te prodao seriju fotografija časopisu Look u New Yorku. Svoj dohodak je nadomještao igrajući šah za male iznose u Washington Square Parku i po raznim šahovskim klubovima na Manhattanu. 1946. je postao fotografski šegrt u Looku, a kasnije je postao njihov stalni fotograf. Mnoge njegove fotografije snimljene između 1945. i 1950. objavljene su u knjizi "Drama and Shadows" (2005., Phaidon Press), a pojavljuju se i na specijalnom DVD izdanju Odiseje iz 2007.
Dok je radio u časopisu Look, Kubrick se 29. svibnja 1948. vjenčao s Tobom Metz (rođena 1930.). Živjeli su u Greenwich Villageu, a razveli su se 1951. Tada je počeo odlaziti na filmska prikazivanja u Muzej moderne umjetnosti i kina New Yorka. Zadivili su ga kompleksni, ali tečni pokreti kamerom Maxa Ophülsa, čiji će filmovi utjecati na Kubrickov stil.

## Filmska karijera i kasniji život

### Rani radovi
1951. ga je prijatelj Alex Singer nagovorio da snime kratke dokumentarce za March of Time, dobavljača žurnala koji se distribuiraju u kinima. Kubrick je pristao i nezavisno financirao Day of the Fight (1951.). Iako je distributer te godine bankrotirao, Kubrick je prodao film studiju RKO Pictures za sto dolara. Inspiriran svojim ranim uspjehom, dao je otkaz u časopisu Look i počeo snimati svoj drugi kratki dokumentarac, Flying Padre (1951.), kojeg je financirao RKO. Treći film, The Seafarers (1953.), prvi Kubrickov film u boji, bio je 30-minutni promotivni film za Seafarers' International Union. Ova tri filma su jedini preostali dokumentarci koje je Kubrick snimio. Vjerovalo se kako je snimio još nekoliko kratkih filmova koji su izgubljeni, od kojih je najpoznatiji World Assembly of Youth iz 1952. Bio je i pomoćni redatelj na snimanju epizode televizijske serije Omnibus o životu Abrahama Lincolna. Nijedan od ovih filmova nije službeno objavljen, iako se većina epizoda našla u neslužbenoj prodaji, a isječci iz njih korišteni su u dokumentarcu Stanley Kubrick: A Life In Pictures. Osim toga, Day of the Fight i Flying Padre prikazani su na TCM-u kao dio festivala kratkih filmova.

### Strah i želja
Kubrickov ciklus dugometražnih pripovjedačkih filmova počeo je sa Strahom i željom (1953.). Film govori o grupi vojnika uhvaćenih iza neprijateljskih linija u izmišljenom ratu. Na kraju, ljudi shvaćaju da su lica njihovih neprijatelja identična njihovima (isti glumci glume sve likove). Kubrick i njegova žena Toba Metz bili su jedina ekipa koja je radila na filmu, koji je napisao Kubrickov prijatelj Howard Sackler, poslije uspješan dramaturg. Strah i želja zaradio je dobre kritike, ali komercijalno nije polučio veći uspjeh. Kubrick se kasnije sramio filma, rekavši kako je to amatersko djelo te nije dopuštao njegovo prikazivanje kad je postao ugledan redatelj. Pokupovao je gotovo sve primjerke filma kako ga drugi ne bi vidjeli, ali jedan primjerak ostao je u rukama privatnog kolekcionara pa je film nekoliko puta objavljivan na VHS-u, a poslije i na DVD-u.

### Poljubac ubojice
Kubrickov brak s Tobom Metz završio je tijekom snimanja Straha i želje. 1952. je upoznao svoju drugu ženu, plesačicu rođenu u Austriji, Ruth Sobotka. Živjeli su zajedno u East Villageu od 1952. do 1955. sve do vjenčanja 15. siječnja 1955.; par se istog ljeta preselio u Hollywood. Sobotka, koja se pojavila u cameo ulozi u Kubrickovom sljedećem filmu, Poljubac ubojice (1954.), bila je i scenografkinja na filmu Uzaludna pljačka (1956.). Kao i Strah i želja, Poljubac ubojice bio je kraći dugometražni film, a trajao je malo više od sat vremena te nije polučio veći kritički niti komercijalni uspjeh. Film govori o mladom boksaču iz teške kategorije na kraju svoje karijere koji je umiješan u organizirani kriminal. Oba filma financirali su Kubrickova obitelj i prijatelji.

### Uzaludna pljačka
Alex Singer upoznao je Kubricka s producentom Jamesom B. Harrisom te su dvojica ostala dugogodišnji prijatelji. Njihovo poslovno partnerstvo, Harris-Kubrick Productions, produciralo je tri sljedeća Kubrickova filma. Otkupili su prava na roman Lionela Whitea, Clean Break, koji je Kubrick sa scenaristom Jimom Thompsonom pretvorio u priču o pljački na konjskim utrkama koja je pošla u krivom smjeru. Sa Sterlingom Haydenom u glavnoj ulozi, Uzaludna pljačka je bio prvi Kubrickov film s profesionalnom glumačkom i suradničkom postavom. Film je koristio nelinearnu upotrebu vremena, što je bilo neobično za filmove 1950-ih. Unatoč financijskom neuspjehu, bio je to prvi Kubrickov film koji je kritika hvalila.
Opće divljenje privuklo je pozornost MGM-a, koji je ponudio Harris-Kubrick Productionsu masu otkupljenih priča za ekranizaciju. Izabrali su priču The Burning Secret austrijskog pisca Stefana Zweiga. Kubrick je napisao scenarij s Calderom Willinghamom, ali projekt je propao prije nego što se film počeo snimati.

### Staze slave
Kubrickov sljedeći film smješten je u vrijeme Prvog svjetskog rata, a temeljen je na istoimenom antiratnom romanu Humphreyja Cobba iz 1935. Govori o trojici francuskih vojnika koje nadređeni šalju u nemoguću misiju. Nakon što je misija propala, trojicu nevinih vojnika optužuju za kukavičluk kao primjer ostalim vojnicima. Kirk Douglas glumio je pukovnika Daxa, humanog časnika koji pokušava spriječiti pogubljenje vojnika. Douglas je bio ključna karika koja je osigurala potrebna sredstva za produkciju ambicioznog projekta. Staze slave (1957.) nisu postigle veliki komercijalni uspjeh, ali su zato zavrijedile priznanja unutar filmske industrije i učinile Kubricka jednim od najperspektivnijih mladih redatelja. Kritičari su hvalili nepatvorene scene bitki i Kubrickovo snimanje: marš pukovnika Daxa kroz rov u jednom neprekinutom kadru postao je klasični dio filmske povijesti. Steven Spielberg nazvao ga je jednim od njegovih najdražih Kubrickovih filmova.

### Brak s Christiane Harlan
Staze slave snimane su u Münchenu gdje se Kubrick zaljubio u mladu njemačku glumicu Christiane Harlan, koja je glumila jedinu ženu koja progovara u filmu. Kubrick se 1957. razveo od svoje druge žene Ruth Sobotka. Christine Susanne Harlan (rođena 1932. u Njemačkoj) bila je iz filmaške obitelji, a i sama je bila glumica. Ona i Kubrick vjenčali su se 1958. i ostali zajedno do njegove smrti 1999. Tijekom svog braka s Kubrickom, Christiane se koncentrirala na svoju karijeru slikarice. Osim što su odgajali Christianinu mlađu kćer Katharinu (rođena 1953.) iz njezina prvog braka s pokojnim njemačkim glumcem, Wernerom Bruhnsom (umro 1977.), par je imao dvije kćeri: Anyu (rođena 1958.) i Vivian (1960.). Christianin brat Jan Harlan bio je od 1975. Kubrickov izvršni producent.

### Spartak
Vrativši se u Ameriku, Kubrick je šest mjeseci radio s Marlonom Brandom na filmu Jednooki Jack (1961.). Kubrick je kasnije tvrdio kako ga je Brando otjerao s filma jer ga je odlučio sam režirati. Dvojac se sukobio oko niza glumačkih odabira. Kubrick je nastavio raditi na neiskorištenim scenarijima sve dok ga Kirk Douglas nije zamolio da preuzme režiju filma Spartak (1960.) od Anthonyja Manna kojeg je dva tjedna nakon početka snimanja otpustio studio.
Temeljen na istinitoj priči o ustanku rimskih robova, Spartak se pokazao kao teška produkcija. Kreativne razllike javile su se između Kubricka i Douglasa, a dvojica se navodno nisu mogla podnijeti. Frustriran nedostatkom kreativne kontrole, Kubrick se odrekao filma što je razbjesnilo Douglasa. Prijateljstvo između dvojice muškaraca stvoreno za vrijeme snimanja Staza slave uništeno je zbog iskustava sa snimanja ovog filma. Godinama kasnije, Kirk Douglas je nazvao Kubricka "talentiranim seronjom".
Produkcijskim poteškoćama unatoč, Spartak je bio veliki komercijalni i kritički uspjeh, a Kubricka je afirmirao kao velikog redatelja. Međutim, teška produkcija je uvjerila Kubricka da zadrži neovisnost kad radi s holivudskim studijima.
Spartak je jedini Kubrickov film na kojem on nije radio na scenariju, nije odlučivao o konačnoj verziji niti o odabiru glumaca. Bio je to velikim dijelom projekt Kirka Douglasa.

### Lolita
Kubrick se 1962. preselio u Englesku kako bi snimio film Lolita, te ostao tamo do kraja života. Očekivano, Lolita je bio njegov prvi film koji je izazvao velike kontroverze. Knjiga Vladimira Nabokova koja govori o vezi srednjovječnog pedofila i dvanaestogodišnje djevojčice već je bila ozloglašena i prije nego što se Kubrick prihvatio projekta. Međutim, bila je i popularna, a teška tema bila je izrugana na naslovu filma, možda kako bi privukao pozornost: "How did they ever make a film of Lolita?" Kubrick je originalno angažirao Nabokova da adaptira roman za filmsku verziju. Pisac je napisao 400 stranica scenarija što je kasnije skratio na 200. KOnačnu verziju scenarija napisao je sam Kubrick, a procjena je bila da je u njemu zadržano 20 posto Nabokovljeva materijala. Piščev originalni scenarij kasnije je objavljen pod nazivom Lolita: A Screenplay.
Film se prije premijere suočio s cenzorskim ograničenjima. Kubrick je neke elemente učinio prihvatljivijima promijenivši Lolitinu dob s 12 na 14 godina te izostavivši cijeli dio koji govori o Humbertovom dugogodišnjom zanesenjenošću "nimfama". Bez obzira na to, neke su se scene morale ponovno montirati kako bi se film uopće mogao objaviti. Film nije prikazivao ono za što se smatralo perverznim dijelovima knjige, ostavljajući mnogo gledateljevoj mašti. Kubrick je kasnije izjavio, da je znao za strogost cenzure, vjerojatno nikad ne bi snimio film.
Lolita je bio prvi od dva filma na kojimm je surađivao s britanskim komičarom Peterom Sellersom. Suradnja će se pokazati jednom od najuspješnijih u njegovoj ranoj karijeri, najpoznatija po filmu Dr. Strangelove (1964.). Sellersova uloga Clarea Quiltyja, drugog starijeg čovjeka povezanog s Lolitom što je nepoznato Humbertu, dramski je poslužila kao Humbertova mračnija strana. U romanu, Quiltyjeva pojava je većim dijelom iza scene, ali ga Kubrick dovodi u prvi plan, što je rezultiralo produženjem njegove uloge (iako je ona na filmu trajala samo pola sata). Kubrick je dodao dramsko sredstvo Quiltyjeva pretvaranja višestruke ličnosti što je omogućilo Sellersu da iskoristi svoj dar za podrugljive naglaske.
Kritike su bile podijeljene: većina je hvalila odvažnost bavljenja tematikom, dok su drugi bili iznenađeni manjkom intimnosti između Lolite i Humberta. Film je zaradio nominaciju za Oscar za najbolji adaptirani scenarij, a Sue Lyon, koja je nastupila u naslovnoj ulozi, osvojila je Zlatni globus za najperspektivniju glumicu.

### Dr. Strangelove
Kubrickov sljedeći film, Dr. Strangelove ili: Kako sam naučio ne brinuti i zavolio bombu (1964.), postao je kultni film. Scenarij - zasnovan na romanu Crvena opasnost bivšeg poručnika RAF-a Petera Georgea (pseudonim Peter Bryant) - napisali su Kubrick, George i američki satiričar Terry Southern. Crvena opasnost je ozbiljna priča o slučajnom atomskom ratu. No, Kubrick je smatrao kako su okolnosti koje su dovele do nuklearnog rata tako apsurdne da je priča postala stravična komedija. Kad je ona tako i osmišljena, Kubrick je angažirao Southerna da ulašti konačni scenarij.
Priča se vrti oko američkog nuklearnog napada na Sovjetski Savez kojeg je pokrenuo general Američkog vojnog zrakoplovstva Jack D. Ripper (Sterling Hayden) bez službenog odobrenja. Kad je Ripper dao naredbu, bombarederi su već iza točke opoziva. Priča se odvija na tri lokacije: (1) zrakoplovna baza Burpleson, gdje satnik RAF-a Lionel Mandrake (Sellers) pokušava zaustaviti ludog generala Rippera; (2) Pentagonov ratni stožer, gdje američki predsjednik (Sellers) i general Buck Turgidson (George C. Scott) pokušavaju zaustaviti B-52 bombardere da ne bace nuklearne bombe na Rusiju; (3) B-52 bombarder bojnika Konga (Slim Pickens) u kojem on i njegova ekipa, bez saznanja da su im naredbe pogrešne, pokušavaju izvršiti misiju. Ubrzo postaje jasno da će bombarderi dosegnuti Rusiju jer samo general Ripper zna šifre za opoziv. U tom trenutku se pojavljuje lik dr. Strangelovea (Sellers). Njegovi planovi u nacističkom stilu o preživljavanju najsposobnijih članova ljudske rase u slučaju nuklearnog rata su vrhunac crnog humora filma.
Peter Sellers, koji je igrao malu, ali središnju ulogu u Loliti, trebao je igrati četiri uloge u Dr. Strangeloveu. Ipak je igrao tri, zbog ozlijeđene noge i teškoća s prihvaćanjem teksaškog naglaska pilota bombardera, bojnika "King" Konga. Kubrick je kasnije nazvao Sellersa "nevjerojatnim", ali je dodao kako njegova energija ne traje duže od dva-tri ponavljanja. Kako bi iskoristio glumčevu ograničenu energiju, Kubrick je postavio dvije kamere kako bi snimio Sellersovu improvizaciju. Igrom slučaja, Columbia Studios je iste godine objavio triler o nuklearnom ratu nazvan Fail-Safe.
Omalovažavanjem neprikosnovenih normi političke kulture, Dr. Strangelove je nagovijestio kulturne promjene kasnih šezdesetih te je bio popularan među pripadnicima američke kontrakulture. Dr. Strangelove je zaradio četiri nominacije za Oscara (uključujući one za najbolji film i redatelja) i nagradu njujorških kritičara za najbolju režiju.

### 2001: Odiseja u svemiru
Kubrick je proveo pet godina pripremajući svoj sljedeći film, 2001: Odiseja u svemiru (1968.). Film je zamišljen kao Cinerama spektakl, a snimljen je Super Panavisionom 70. Kubrick je napisao scenarij sa SF piscem sir Arthurom C. Clarkeom, proširivši Clarkeovu kratku priču "The Sentinel".
Film počinje prije četiri milijuna godina sa susretom između skupine majmuna i misterioznog crnog monolita, za koji se čini kako u njima budi sposobnost da koriste kost kao oruđe i oružje. Potonje im omogućuje da oduzmu izvor vode drugom čoporu koji se još nije naučio rabiti oruđe. Majmun u zanosu baci kost u zrak nakon čega se film prebacuje u svemirsku orbitu oko 2000. godine. U tom vremenu skupina Amerikanaca na bazina Mjesecu otkriva sličan monolit koji šalje signal na Jupiter. Osamnaest mjeseci kasnije, Amerikanci šalju grupu astronauta u svemirskom brodu Discovery na misiju prema Jupiteru, čija je svrha istražiti signal monolita iako se to krije od same posade. Tijekom leta, brodsko računalo HAL 9000 se nakon kvara odupire svom isključenju vjerujući kako je njegova uloga ključna za uspjeh misije. Računalo skida većinu posade s aparata za održavanje života prije nego što biva konačno isključeno. Preživjeli astronaut David Bowman (Keir Dullea) u maloj svemirskoj kapsuli susreće drugi monolit u orbiti oko Jupitera gdje biva usisan u svemirski portal pri velikoj brzini svjedočeći tako mnogim astronomskim fenomenima. Njegovo međuzvjezdano putovanje završava u misterioznom novom biću koje podsjeća na fetus zatvorenom u svjetlosnom nebeskom tijelu, a koje u posljednjem kadru zuri prema Zemlji.
Film je u svoje vrijeme bio masivna produkcija. Specijalni efekti, koje je nadzirao Kubrick, a uredio pionir specijalnih efekata Douglas Trumbull (Silent Running, Blade Runner), bili su izvor inspiracije za mnoge filmove iz tog žanra. Izvanredna fotografija filma bila je djelo legendarnog britanskog snimatelja Geoffreyja Unswortha, koji će kasnije snimiti klasične filmove kao što su Cabaret i Superman. Producenti su se konzultirali s mnogim proizvođačima o tome kako će razni uređaji iz svakodnevne upotrebe izgledati u budućnosti. 2001 je poznata kao jedan od filmova koji realistično prikazuju putovanje u svemir, scene u svemiru su tihe; bestežinsko stanje je konstantno, likovi su pričvršćeni na mjestu; kad likovi nose svemirska odijela, jedino što se čuje je njihov dah.
Film je poznat i po korištenju klasične glazbe, kao što je Also Sprach Zarathustra Richarda Straussa i valcer Na lijepom plavom Dunavu Johanna Straussa. Obje kompozicije kasnije su obično povezivane s filmom, pogotovo potonja jer valcer nije bio toliko poznat među javnošću. Kubrick je koristio i glazbu modernog avangardnog mađarskog skladatelja Györgyja Ligetija, iako su neki brojevi izmijenjeni bez njegova odobrenja. Pojavljivanje skladbi Atmospheres, Lux Aeterna i Requiem na soundtracku filma bilo je prvo veliko komercijalno izlaganje Ligetijeve glazbe. Kubrick je angažirao skladatelja Alexa Northa da sklada glazbu za film, ali mu se toliko svidio moderni soundtrack kojeg je složio tijekom montaže da je u potpunosti odustao od ideje originalne glazbe.
Iako je s vremenom doživio veliki uspjeh, film nije bio trenutačni hit. Prvotne kritičarske reakcije bile su žestoke, ponajviše zbog nedostatka dijaloga, sporog ritma i naizgled nedokučive priče. Publika je zavoljela film, pogotovo pripadnici kontrakulture šezdesetih. Posebno im se svidjela "Star Gate" sekvenca, koja se činila kao psihodelično putovanje u beskonačna prostranstva svemira. Unatoč nominacijama za režiju, scenarij i u raznim producentskim kategorijama, jedini Oscar koji je Kubrick ikad dobio bio je onaj za specijalne efekte za ovaj film.
Umjetnički, 2001: Odiseja u svemiru bio je radikalan odmak od prethodnog Kubrickova filmskog opusa. Ima samo 45 minuta dijaloga, koji se čini suvišan za priču, slike i glazbu. Najupečatljiviji dijalozi pripadaju računalu HAL 9000 i njegovim razgovorima s Daveom Bowmanom. Neki tvrde kako Kubrick prikazuje ljudsku budućnost s velikim odmakom ljudi od svog okruženja. Dvoznačni, zbunjujući završetak filma nastavlja fascinirati suvremenu publiku i kritičare. Nakon ovog filma, Kubrick nikad neće tako radikalno eksperimentirati sa specijalnim efektima ili narativnim formom, no njegovi kasniji filmovi ostat će do neke razine dvoznačni.
Brojne su interpretacije Odiseje i uglavnom se razlikuju. Iako je objavljen 1968., film i danas izaziva rasprave. Kad je kritičar Joseph Gelmis upitao Kubricka o značenju filma, redatelj je odgovorio:
O nekim područjima ne želim razgovarati jer su jako subjektivne i razlikuju se od gledatelja do gledatelja. U tom smislu, postaje bilo što od onoga što gledatelj u njemu vidi. Ako film izaziva emocije i prodire u podsvijest gledatelja, ako stimulira, doduše nepotpuno, njegove mitološke i religiozne čežnje, tada je uspio.

### Paklena naranča
Nakon Odiseje, Kubrick je pokušao snimiti film o životu Napoleona Bonapartea. Kad je propala financijska konstrukcija projekta, Kubrick je počeo tražiti projekt kojeg bi mogao realizirati na brzinu s malim budžetom. Odlučio se za Paklenu naranču (1971.). Njegova filmska verzija romana Anthonyja Burgessa bio je mračni, šokantni prikaz nasilja u ljudskom društvu. Film je u Americi prvo zabranjen, ali mu je rejting izmijenjen u onaj "samo za odrasle", a u Sjedinjenim Državama je izazvao mnoge kontroverze.
Priča se odvija u futurističkoj verziji Velike Britanije koja je ujedno autoritarna i kaotična. Film govori o tinejdžeru huliganu, Alexu DeLargeu (Malcolm McDowell), koji bez grižnje savjesti i žaljenja muči, tuče, pljačka, krade i siluje. Njegovo brutalno premlaćivanje i ubojstvo starije žene konačno ga odvodi u zatvor. Ondje se podvrgava psihijatrijskom tretmanu kako bi se riješio svojeg instiktivnog refleksnog nasilja iako ne posjeduje stvarni slobodni moralni izbor. Nakon što je oslobođen, odlazi u kuću političkog pisca koji prezire "moderno doba" i isprva se smiluje zbog Alexova stanja sve dok ne shvati da je Alex brutalno silovao njegovu ženu nekoliko godina prije. Alex zatim postaje pijun u političkoj igri.
Društvo se ponekad doživljavalo socijalističkim zbog manjih veza s ruskom kulturom. Tinejdžerski sleng je pod utjecajem ruskog vokabulara, što se može pripisati Burgessu, a u romanu ulice su iscrtane radnika u stilu ruskog socijalizma. I dok su kritičari Pauline Kael i Vincent Canby društvo doživljavali na taj način, Kubrick nije dijelio njihovo mišljenje. Držao je da film koketira i s lijevim i desnim krajem političkog spektra. Izjavio je, "Ministar, kojeg glumi Anthony Sharp, očito je desničarska figura. Pisac, Patrick Magee, je luđak s ljevice... Razlikuju se samo po dogmi. Njihova sredstva i krajevi jedva se razlikuju."
Kubrick je snimio Paklenu naranču brzo i skoro u potpunosti na lokacijama u ili oko Londona. Iako nije bila korištena visoka tehnologija, u usporedbi s Odisejom, Kubrick je bio jako inovativan, npr. bacanje Arriflex kamere s krova kako bi se dočarala željena gledateljeva dezorijentacija. Redatelj je za glazbu izabrao skladateljicu elektronske glazbe Wendy Carlos - tada poznate kao Walter Carlos - kako bi adaptirala klasična djela kao što je Beethovenova Deveta simfonija za Moog sintesajzer.
Film je izazvao kontroverze zbog eksplicitnog prikazivanja grupnog silovanja i nasilja. Izdan iste godine kad i filmovi Sama Peckinpaha, Psi od slame, i Dona Siegela, Prljavi Harry. Tri filma su izazvala rasprave u medijima o društvenim efektima filmskog nasilja. Kontroverze su se još više povećale kad su slično nasilje u Engleskoj počinili kriminalci obučeni u iste kostime kao likovi u Paklenoj naranči.
Kad su Kubricku i njegovoj obitelji zaprijetili smrću, povukao je neobičan potez kako bi povukao film s britanskog tržišta. Film nije ponovno izdan sve do 2000., godinu dana poslije njegove smrti, iako se mogao vidjeti u susjednoj Francuskoj. Kino Scala na londonskom KIng Crossu prikazivalo je film početkom devedesetih, a Kubrick ga je tužio i zatvorio, ostavivši London bez jednog od samo nekoliko neovisnih kina. Danas je poznat kao noćni klub Scala.
U Engleskoj je sredinom devedesetih objavljen dokumentarac o cenzorskim kontroverzama nazvan "Zabranjeno voće". Kubrick nije uspio spriječiti producente da u svoj film ubace isječke iz Paklene naranče.

### Barry Lyndon
Kubrickov sljedeći film, objavljen 1975., bio je adaptacija romana Williama Makepeacea Thackeraya, The Luck of Barry Lyndon, poznatog i kao Barry Lyndon, pikaresnog romana o kockaru i skorojeviću iz 18. stoljeća koji se polako probija u englesko visoko društvo.
Neki kritičari, posebno Pauline Kael, jedna od Kubrickovih najžešćih kritičara, smatrali su kako je Barry Lyndon hladan, spor i beživotan film. Njegova duljina - više od tri sata - zasmetala je mnogim američkim kritičarima i publici, međutim, film su hvalili kritičari Rex Reed i Richard Schickel. Časopis Time objavio je veliku priču o filmu, a Kubrick je bio nominiran za tri Oscara. Film je bio nominiran za sedam Oscara, a osvojio je četiri, više od ijednog drugog Kubrickova filma. Unatoč tome, Barry Lyndon nije dobro prošao u američkim kinima, ali je zato naišao na veći odaziv u Europi, posebno u Francuskoj.
Kao što je to slučaj s mnogim Kubrickovim filmovima, reputacija Barryja Lyndona je porasla tijekom godina, posebno među drugim filmašima. Redatelj Martin Scorsese je rekao kako mu je to najdraži Kubrickov film. Steven Spielberg je hvalio "besprijekornu tehniku", iako ga je, kad je bio mlađi, slavno opisao "kao da idete kroz Prado bez ručka".
Kao i u svojim drugim filmovima, Kubrickova fotografija i tehnike osvjetljivanja bile su inovativne. Scene interijera snimane su specijalno prilagođenim Zeiss kamerama s brzim lećama (koje je originalno razvila NASA) što je omogućilo da se mnoge scene osvijetle samo sa svijećama. Kubrickova mješavina glazbe, scenografija i kostimi postavili su standarde za drame iz tog razdoblja s kojima se samo par filmova moglo mjeriti.
Kao i njegova dva prethodnika, film nema originalne glazbe. Irske narodne pjesme (u izvedbi The Chieftainsa) kombinirane su sa skladbama Antonija Vivaldija, Johanna Sebastiana Bacha, Georga Friedricha Händela i Franza Schuberta.

### Isijavanje
Kubrickov radni elan oslabio je nakon Barryja Lyndona; nije snimio film sve do Isijavanja. Objavljen je 1980., kao slobodna adaptacija horor romana  Stephena Kinga. U glavnoj ulozi propalog pisca Jacka Torrancea koji preuzima posao nadzornika Overlook Hotela izvan sezone pojavio se Jack Nicholson, dok je njegovu suprugu Wendy igrala Shelley Duvall, a sina Dannyja obdarenog oblikom telepatije - "isijavanja" - Danny Lloyd
Kako nastupa zima, pojačava se obiteljska izolacija, a u isto se vrijeme bude demoni i duhovi iz mračne prošlosti Overlook Hotela. Dannyju se po hotelu počinju ukazivati strašne fantastične slike. U međuvremenu, Jacka izluđuje ukleto okružje sve dok ne obuzme ubojita psihoza.
Film je većim dijelom sniman u londonskim tonskim studijima, uz iznimku eksterijernog materijala snimljenog u Coloradu, Montani i Oregonu. Kako bi dočarao klaustrofobičnu opsjednutost ukletog hotela, Kubrick je najviše koristio tek proizvedena Steadicam postolja za kamere što je omogućavalo glatke pokrete kamerom u zatvorenim prostorima.
Više od bilo kojeg drugog njegova filma, Isijavanje je pridonijelo legendi o Kubricku kao megalomanskom perfekcionistu. Navodno je zahtijevao stotine ponavljanja nekih scena što je posebno iritiralo glumicu Shelley Duvall, naviknutu na brži, improvizacijski stil Roberta Altmana.
Stephen King nije bio zadovoljan filmom, nazvavši Kubricka "čovjekom koji previše misli, a premalo osjeća". King je 1997. surađivao s Mickom Garrisom na stvaranju mini-serije po romanu.
Film je zaradio većinom negativne kritike, ali je zato prošao vrlo dobro komercijalno. Kao i u slučaju mnogih drugih Kubrickovih filmova, kritičari su poslije mijenjali svoja stajališta nakon što su ponovno pogledali film. Među obožavateljima horor filmova, Isijavanje je kultni film te se često pojavljuje sa Psihom Egzorcistom (1974.) i Noći vještica (1978.) na vrhu liste najboljih horor filmova. Neke od scena iz filma, kao ona u kojoj se iz antiknog dizala izlije rijeka krvi jedne su od najpoznatijih iz Kubrickovih filmova. Komercijalni uspjeh obnovio je povjerenje Warner Brothersa u Kubrickovu sposobnost stvaranja umjetnički zadovoljavajućih i komercijalno profitabilnih filmova nakon financijskog fijaska Barryja Lyndona u Sjedinjenim Državama.

### Full Metal Jacket
Prošlo je sedam godina do novog Kubrickova filma, Full Metal Jacket (1987.), ekranizacije romana Gustava Hasforda o Vijetnamskom ratu, The Short-Timers. U glavnim ulogama pojavili su se Matthew Modine kao Joker, Adam Baldwin kao Animal Mother, R. Lee Ermey u ulozi narednika Hartmana i Vincent D'Onofrio kao vojnik Leonard "Gomer Pyle" Lawrence. Kubrick je rekao filmskom kritičaru Geneu Siskelu da ga knjiga Gustava Hasforda privukla jer nije bila "ni antiratna ni pro-ratna", nije držala "moralnu ili političku poziciju", a bavila se sa "stanjem stvari".
Film počinje u centru za novačenje marinaca u Parris Islandu u Južnoj Karolini, gdje narednik Hartman bezosjećajno obučava grupu muškaraca kako bi izvukao iz njih potisnuti ubilački nagon i pretvorio ih iz "crva" u marince. Vojnik Lawrence, debeli i spori novak, kojem Hartman daje nadimak "Gomer Pyle", nesposoban je pratiti program obuke i polako podliježe pritisku. Prije kraja obuke, Pyle doživi živčani slom, ubija narednika Hartmana prije nego što je ubio i sebe, ponavljajući marinsku mantru: "Ovo je moja puška. Ima još takvih, ali ova je moja..."
Drugi dio filma prati Jokera, sada promaknutog u narednika, koji pokušava zadržati zdrav razum u Vijetnamu. Kao izvjestitelj za američke vojne novine, Stars and Stripes, Joker koristi dosjetke i sarkazam kako bi se "iskopčao" iz ratnih zbivanja. Iako Amerikanac i marinac, on je i novinar koji mora slijediti etičke norme profesije. Film nakon toga slijedi pješačku postrojbu kroz Hue City, desetkovanu ofenzivom Tet. Bitka doživljava vrhunac u obračunu Jokerova voda i snajperistice skrivene među ruševinama; ona umalo ubija Jokera sve dok je novinarev kolega ne pogađa i ozbiljno ranjava. Joker je ubija kako bi je poštedio muka.
Snimanje filma o Vijetnamskom ratu u Engleskoj bio je izazov za Kubricka i ekipu. Dobar dio filma snimljen je u Docklandsu, dijelu Londona u kojem je scenograf Anton Furst kreirao set uništenog grada. To je pomoglo kako film ne bi sličio drugim filmovima o Vijetnamskom ratu, kao što su Vod smrti i Hamburger Hill, od kojih je većina snimljena na Dalekom Istoku. Umjesto tropske, jugozapadne azijske prašume, drugi dio priče odvija se u gradu, otkrivajući urbani aspekt rata koji se obično poistovjećuje s prašumom.
Full Metal Jacket naišao je na podijeljena kritička mišljenja, ali je i privukao veliki broj publike, iako su ga zasjenili Vod smrti Olivera Stonea i Vojničina Clinta Eastwooda.

### Oči širom zatvorene
Posljednji film Stanleyja Kubrica bio je Oči širom zatvorene, sa zvijezdama Tomom Cruiseom i Nicole Kidman (koji su tada bili u braku) u ulogama para iz visokog društva Manhattana koji se upušta u seksualnu odiseju.
Priča filma temeljila se na freudovskoj noveli Arthura Schnitzlera Traumnovelle (eng. Dream Story), a prati put dr. Williama Harforda kroz seksualno podzemlje New Yorka nakon što mu je supruga Alice razbila povjerenje u svoju vjernost kad mu je priznala da se umalo odrekla njega i njihove kćeri radi noći s drugim muškarcem. Harford je do tada vjerovao kako su žene po prirodi vjernije od muškaraca. Otkriće u njemu budi sumnju i očaj pa počne lutati ulicama New Yorka ponašajući se kako nije ljubomoran.
Nakon ogrješenja u ritualima mračnog misterioznog seksualnog kulta, dr. Harford se predomišlja oko seksualne osvete svojoj ženi. Po povratku kući, otkriva kako je njegova žena maštala o vođenju ljubavi s nekoliko muškaraca odjednom. Nakon svojih opasnih eskapada, dr. Harford gubi moralnu prednost koju je imao nad njom. Par počinje krpati svoju vezu.
Produkcija filma trajala je više od dvije godine, a dvoje glavnih glumaca, Harvey Keitel i Jennifer Jason Leigh, zamijenjeni su tijekom snimanja. Iako je radnjom smješten u New York, film je većinom sniman u londonskim tonskim studijima, uz malo lokacijskog snimanja. Kadrove Manhattana snimila je pomoćna ekipa u New Yorku. Kako je Kubrick držao film u tajnosti, širile su se većinom netočne glasine o radnji i sadržaju. Posebno je seksualni sadržaj izazvao razne špekulacije; neki novinari pisali su kako će to biti "najseksualniji film ikad snimljen". Pojavljivanje slavnog glumačkog para Cruise-Kidman samo je potencirao te glasine.
Oči širom zatvorene, Lolita i Paklena naranča prije njega suočili su se s cenzurom prije premijere. U Sjedinjenim Državama i Kanadi su strateški postavljene digitalne siluete kako bi prikrile eksplicitne scene seksualnih odnosa. U Europi i ostatku svijeta film je prikazivan u originalnoj verziji. DVD izdanje objavljeno u listopadu 2007. sadrži nedirnutu verziju, čime je ona po prvi put postala dostupna sjevernoameričkoj publici.

### Smrt
1999., četiri dana nakon prikazivanja Očiju širom zatvorenih za njegovu obitelj, glavnog glumca i glumicu, te šefove Warner Brosa., 70-godišnji Stanley Kubrick je umro u snu od posljedica srčanog udara. Pokopan je uz svoje omiljeno stablo u Childwickbury Manoru, u Hertfordshireu u Engleskoj.

## Nedovršeni projekti

### Napušteni projekti koje su dovršili drugi
Stanley Kubrick radio je na dva projekta koja su dovršili drugi redatelji. Na Jednookom Jacku je bio pozvan kao zamjena, kao na Spartaku. Umjetnu inteligenciju je nakon njegove smrti dovršio Steven Spielberg.

#### Jednooki Jack
The Hollywood Reporter najavio je 18. listopada 1956. da je producent Frank Rosenberg otkupio prava na roman Charlesa Neidera The Authentic Death of Hendry Jones za 40 tisuća dolara. Dvije godine poslije, Pennebaker Inc., neovisna produkcijska tvrtka Marlona Branda, kupila je prava na roman kao i prvu verziju adaptacijskog scenarija Sama Peckinpaha za 150 tisuća dolara. Tada je najavljeno kako će film vjerojatno režirati Brando.
Kasnije te godine najavljeno je kako će Kubrick režirati Gun's Up, što je bio radni naslov produkcije. Ubrzo nakon te najave, ime filma je promijenjeno u Jednooki Jack, a Pina Pellicer je najavljena kao glavna glumica po "unisonom izboru Branda, Rosenberga i Kubricka".
Kubrick je 20. studenog 1958. odustao od režije filma, izjavivši kako je krajnje poštovao Marlona Branda kao jednog od vodećih svjetskih umjetnika, ali kako je u nedavno otkupio prava na Nabokovljevu Lolitu i htio početi produkciju u svjetlu te izvanredne prilike.
Film je dovršen, a redateljska palica pripala je Marlonu Brandu.

#### Umjetna inteligencija
Jedan Kubrickov projekt ipak je snimljen od strane drugog redatelja, Stevena Spielberga. Tijekom osamdesetih i ranih devedesetih, Kubrick je surađivao s raznim piscima (Brian Aldiss, Sara Maitland i Ian Warson) na projektu koji se nazivao raznim imenima, kao "Pinokio" i "Umjetna inteligencija".
Film je nastao proširivanjem Aldissove kratke priče "Super-Toys Last All Summer Long", koju su Kubrick i njegovi pisci pretvorili dugometražni film u tri čina. Bila je to futuristička bajka o robotu koji se ponaša kao dijete, a prodan je kao privremeni surogat obitelji čiji je sin pao u komu. Međutim, robot saznaje za to, a vlasnici ga iz sažaljenja ostavljaju napuštena u šumi kako ga u tvornici ne bi uništili. Ostatak priče govori o robotovim pokušajima da postane pravi dječak kako bi zadobio majčinu ljubav.
Kubrick je navodno dugo raspravljao sa Stevenom Spielbergom o filmu preko telefona i, prema Spielbergu, u jednom trenutku izjavio kako je tema važnija Spielbergu nego njemu. 2001., nakon Kubrickove smrti, Spielberg je uzeo razne verzije scenarija koje su ostavili Kubrick i njegovi pisci i sastavio novi scenarij. U suradnji s Kubrickovom produkcijskom kućom snimio je film Umjetna inteligencija, s Haleyjem Joelom Osmentom, Frances O'Connor i Williamom Hurtom u glavnim ulogama.
Na uvodnoj špici Kubrick je postumno naveden kao producent, a na kraju stoji kratka posveta, "For Stanley". Film sadrži mnogo Kubrickovih motiva, kao što su sveznajući pripovjedač, struktura u tri čina, teme humanosti i nehumanosti te podrugljiv pogled na Freudovu psihologiju. Osim toga, glazba Johna Williamsa sadrži aluzije na glazbene brojeve iz Kubrickovih filmova.

### Rani nerealizirani scenariji
Kubrick je na početku svoje karijere otkupio ili napisao scenarije koje nije uspio realizirati.

#### Lunatic at Large
1. studenog 2006., Philip Hobbs, Kubrickov zet, najavio je da će nadgledati ekranizaciju Lunatic at Large, čiji je scenarij Kubrick u pedesetima otkupio od šund romanopisca Jima Thompsona, ali koji se nije mogao pronaći sve do redateljeve smrti 1999.

#### The German Lieutenant
Scenarij pripisan Kubricku kojeg je Richard Adams nazvao The German Lieutenant može se pronaći na internetu. Govori o skupini njemačkih vojnika koji se nalaze na misiji tijekom posljednjih dana Drugog svjetskog rata, unatoč slabim izgledima nacističke Njemačke u tom razdoblju.

#### I Stole 16 Million Dollars
Kubrick je namjeravao režirati film nazvan "I Stole 16 Million Dollars" temeljen na životu zloglasnog pljačkaša banaka iz tridesetih Willieja Suttona. Pripremala ga je produkcijska tvrtka Kirka Douglasa Byrna, ali je Douglas smatrao kako je scenarij loše napisan. Iako je Kubrick pokušao nagovoriti Caryja Granta, film nikad nije snimljen.

#### Neimenovani projekt o Građanskom ratu
Kubrick je u pedesetima napisao prvu verziju scenarija o Mosby Rangersima, južnjačkoj gerili u Američkom građanskom ratu, ali ga nije dalje razvijao.

### Kasniji projekti zaustavljeni nakon pret-produkcije
Kao nepopustljivi perfekcionist koji je često godinama radio na pret-produkcijskom planiranju i istraživanju, Kubrick je tijekom karijere ostavio nekoliko nerealiziranih projekata.

#### Napoleon
Nakon uspjeha Odiseje, Kubrick je planirao veliki biografski film o Napoleonu Bonaparteu. Puno je istraživao, čitao knjige o francuskim carevima te napisao preliminarni scenarij. Zajedno sa suradnicima napravio je pregled mjesta koje je Napoleon pohodio tijekom svojih aktivnih godina. Kubrick je posjetio lokacije, planiravši snimiti veći dio filma u mjestima u kojima je Napoleon proveo život.
U bilješkama upućenim financijerima projekta, sačuvanima u Kubrickovoj arhivi, Kubrick im je rekao kako nije siguran kako će ispasti njegov film o Napoleonu, ali je očekivao kako će snimiti 'najbolji film svih vremena.' Na kraju je projekt propao iz tri razloga: (1) preskupih lokacija na kojima je film trebao biti sniman; (2) na Zapadu je objavljena epska verzija romana Lava Tolstoja, Rat i mir (1967.), redatelja Sergeja Bondarčuka; (3) komercijalnog neuspjeha Bondarčukova filma Waterloo (1970.), koji je također govorio o Napoleonu. Kubrickov scenarij za ovaj film objavljen je na internetu, a mnoga istraživanja će utjecati na film Barry Lyndon (1975.), radnjom smješten u kasno osamnaesto stoljeće, malo prije Napoleonovih ratova.
U filmu je u ulozi Napoleona originalno trebao nastupiti Jack Nicholson jer ga je Kubrick vidio u Goli u sedlu. Kubrick i Nicholson kasnije su surađivali na Isijavanju. Nakon godina pret-produkcije, film je otkazan na neodređeno vrijeme u korist financijski manje riskantnih projekata. Kubrick je krajem 1987. rekao kako još nije odustao od projekta, spomenuvši kako je pročitao gotovo 500 knjiga o povijesnoj ličnosti. Bio je uvjeren kako je film vrijedan jer se njegov središnji dio još nije bio pojavio.

#### Aryan Papers
Početkom devedesetih Kubrick je zamalo počeo produkciju filma po knjizi Louisa Begleyja, Ratne laži, priču o dječaku i njegovoj majci koji se skrivaju za vrijeme holokausta. Prvu verziju scenarija, nazvanu "Aryan Papers", napisao je sami Kubrick. Joseph Mazzello izabran je za ulogu dječaka, a za majku su razmatrane Julia Roberts i Uma Thurman. Kubrick je ipak odlučio ne snimiti film zbog Schindlerove liste Stevena Spielberga koja je objavljena 1993. Osim toga, prema Kubrickovoj ženi, Christine, tema je postala predepresivna i preteška za redatelja. Kubrick je s vremenom zaključio kako točan film o holokaustu seže daleko izvan granica kinematografije.

### Kontura priče

#### Neimenovani projekt o nacizmu
Kubrick je navodno bio fasciniran karijerom nacističkog filmskog redatelja Veita Harlana, strica svoje žene, te razmatrao film o krugu ljudi oko Josepha Goebbelsa. Iako je Kubrick radio na njemu nekoliko godina, projekt nikad nije otišao dalje od konture priče.

### Autorsko odbijanje

#### Foucaultovo njihalo
Kubrick je htio snimiti film prema romanu Umberta Eca Foucaultovo njihalo koji se pojavio 1988. Eco je odbio jer je bio nezadovoljan ekranizacijom svoga prethodnog romana Ime ruže i zato što mu Kubrick nije bio spreman prepustiti pisanje scenarija. No, kad je Kubrick umro, Eco je rekao kako žali što ga je odbio.

## Špijun koji me volio
Kubrick je 1976. pristao posjetiti netom dovršeni tonski studio 007 Stage u Pinewood Studiosu kako bi savjetovao kako osvijetliti ogromni studio koji je bio spreman za snimanje filma o Jamesu Bondu Špijun koji me volio. Kubrick je pristao biti savjetnik kad mu je obećano da nitko neće saznati za njegovu uključenost u projekt. To je poštovano do 2000. kad je ta činjenica spomenuta u dokumentarcu o snimanju Špijuna koji me volio na specijalnom DVD izdanju filma.

## Česti suradnici
U usporedbi s redateljima kao što su John Ford, Martin Scorsese i Akira Kurosava, Kubrick nije bio poznat po suradnji s određenim glumcima. No, u nekoliko je prilika radio s istim glumcem više od jednom. Sterling Hayden nastupio je u glavnoj ulozi u Uzaludnoj pljački i Dr. Strangeloveu, Peter Sellers u Loliti i Dr. Strangeloveu, a Kirk Douglas u Stazama slave i Spartaku. U sporednim ulogama, Joe Turkel se pojavljuje u Uzaludnoj pljački, Stazama slave i Isijavanju, Philip Stone pojavljuje se u Paklenoj naranči, Barryju Lyndonu i Isijavanju, Leonard Rossiter nastupio je u 2001: Odiseja u svemiru i Barryju Lyndonu dok se Timothy Carey pojavio u Uzaludnoj pljački i Stazama slave. U Paklenoj naranči i Barryju Lyndonu nastupilo je šest istih glumaca (uključujući Patricka Mageeja) u ulogama raznih trajanja.
Jedna od Kubrickovih najdužih suradnji je ona s Leonom Vitalijem, koji je nakon igranja Lorda Bullingtona u Barryju Lyndonu postao Kubrickov osobni pomoćnik, radeći kao casting redatelj na njegovim sljedećim filmovima te kao nadglednik transfera s filma na video medij. Pojavio se i u Oči širom zatvorene, igrajući prijetećeg svećenika u crvenom ogrtaču koji se sukobljava s Tomom Cruiseom u zloglasnoj sceni orgija. Nakon Kubrickove smrti, Vitali je nadgledao restauraciju vizualnih i zvučnih elemenata većine Kubrickovih filmova. Na njegovim je filmovima često radio i s partnerom iz filma Toddom Filedom.

## Obiteljska cameo pojavljivanja
Kubrickova kćer Vivian pojavila se u cameo ulogama u 2001: Odiseja u svemiru (kao kćer Heywooda Floyda), Barryju Lyndonu (kao djevojčica na rođendanskoj proslavi mladog Barryja Lyndona), Isijavanju (kao duh na zabavi) i Full Metal Jacket (kao televizijska novinarka). Njegova pokćerka Katherine pojavljuje se u Paklenoj naranči i Oči širom zatvorene, a lik njenog sina u potonjem igra njezin pravi sin. Kubrickova supruga Christiane pojavila se prije njihova braka u Stazama slave kao Susanne Christian (njezino krsno ime je Christiane Susanne Harlan), te kao gošća u kafiću u Oči širom zatvorene.

## Kasnije verzije predložaka Kubrickovih filmova
Tri izvorna predloška po kojima su snimljeni Kubrickovi filmovi promijenjeni su na neki način, od čega je u dva slučaja njihov autor napisao novu verziju nadajući se kako će stajati kao autorizirana adaptacija Kubrickovoj verziji. U trećem slučaju, sin autora predloška dao je svoj blagoslov za novu verziju.
Anthony Burgess 1990. je objavio kasniju kazališnu adaptaciju Paklene naranče za koju se nadao kako će biti definiranija adaptacija od Kubrickova filma. Stephen King je napisao i producirao televizijsku miniseriju Isijavanje koja se 1997. prikazivala tri večeri, a koja je bila motivirana prvenstveno Kingovom željom da vidi vjerniju adaptaciju svoje knjige od one koju je snimio Kubrick. Sin Vladimira Nabokova, Dmitrij, dao je blagoslov Adrianu Lyneu za film Lolita navodeći očevo nezadovoljstvo Kubrickoovom verzijom. I Burgess i King su rekli kako ih je živciralo to što u Kubrickovim filmovima ne postoji iskupljenje njihovih glavnih likova (Alex DeLarge i Jack Torrance) koje je postojalo u izvornicima. Ovo je vjerojatno i razlika između Kubrickove ekranizacije Lolite s jedne strane i romana i Lyneova filma s druge, iako to Dmitrij Nabokov nikad nije spomenuo.
Mora se naglasiti da su drugi autori izvornika po kojima je Kubrick snimao svoje filmove, i Arthur C. Clarke i Gustav Hasford, bili u potpunosti zadovoljni s Kubrickovom adaptacijom.

## Zaštitni znakovi
Filmovi Stanleyja Kubricka imaju nekoliko prepoznatljivih karakteristika. Svi osim njegova prva dva dugometražna filma i Odiseje adaptirana su iz postojećih romana, a često je pisao scenarije u suradnji s drugim piscima (obično romanopiscima ili novinarom u slučaju Full Metal Jacket) koji nisu imali scenarističkog iskustva. Mnogi od njegovih filmova uključuju pripovijedanje koje je ponekad preuzeto izravno iz romana. S ili bez pripovijedanja, svi njegovi filmovi imaju karakter materijala na koji se gleda iz određenog kuta. Završavanje filmova s karticom "The End" izašlo je iz upotrebe s dolaskom dugih odjavnih špica, ali ju je Kubrick nastavio stavljati na kraj špice, dugo vremena nakon što ju je većina filmske industrije prestala upotrebljavati. Njegove špice uvijek su niz slajdova. Njegova jedina pokretna špica bila je ona uvodna za isijavanje.
Počevši s 2001: Odiseja u svemiru, svi njegovi filmovi osim Full Metal Jacket koriste prethodno snimljenu klasičnu glazbu, koju je u dva slučaja elektronski izmijenila Wendy Carlos. Često je koristio i vesele pop zvukove kao sredstvo ironije tijekom scena koje prikazuju uništavanje i destrukciju, posebno u završnim špicama ili završnim sekvencama filma.
U svojoj recenziji Full Metal Jacket, Roger Ebert je primijetio kako se u mnogim završnim špicama Kubrickovih filmova nalazi glava lika okrenuta prema dolje dok su mu oči uperene prema gore. Kubrick je koristio i široke kutove, prateće kadrove likova, zumirajuće kadrove i kadrove koji se spuštaju između visokih paralelnih zidova.
Svi njegovi filmovi imaju scenu snimljenu u kupaonici ili tik ispred nje. Pomalo je čudno kako je najcitiraniji primjer toga iz Odiseje kad dr. Floyd dođe u neugodan položaj u zahodu nulte gravitacije na putu prema Mjesecu, a da se nikad ne navodi istraživanje kupaonice koje provodi David Bowman još odjeven u svemirsko odijelo nakon svoga putovanja kroz Star Gate.

### CRM-114
Iako se u Dr. Strangeloveu pojavljuje uređaj zvan CRM-114, a u Paklenoj naranči se spominje lijek zvan Serum 114, brojne i često ponavljane tvrdnje da se brojevi 114 pojavljuju u drugim Kubrickovim filmovima su nevjerodostojne. (CRM-114 korišten je i u romanu Crvena opasnost po kojem je snimljen Dr. Strangelove, što bi svakoga trebalo natjerati da posumnja tvrdnjama da su se brojevi pojavili i u Kubrickovu ranijem filmu Uzaludna pljačka). Bez obzira na to, nevjerojatno je kako je jedan redatelj uspio toliko utjecati na popularnu kulturu preko preuveličane urbane legende: u čast ovog Kubrickova 'zaštitnog znaka' tako su nazvani filterski sustav za e-mail spam poruke, progresivni rock sastav, desničarska internetska stranica, zvučno pojačalo u Povratku u budućnost, šifra kataloga u TV seriji Heroji i oružje u TV seriji Zvjezdane straze: Deep Space Nine, te kratki film nazvan Serum 114. U epizodi serije Zvjezdane staze: Deep Space Nine kao gostujući glumac pojavio se Steven Berkoff iz Paklene naranče i Barryja Lyndona, dok ju je režirao stalni član glumačke postave Alexander Siddig čiji je nećak Malcolm McDowell, zvijezda Paklene naranče.

## Ostavština
Kubrick je u svojem životu snimio samo trinaest filmova. Njegov opus je malen u odnosu na doprinose njegovih suvremenika kao što su John Ford i Federico Fellini, čemu je djelomično razlog bila njegova metodična predanost svakom aspektu filmske produkcije. Veliki broj njegovih filmova priznati su kao klasici unutar njihova žanra. 2001: Odiseja u svemiru osvojio je brojne tehničke nagrade, uključujući BAFTA nagradu za fotografiju Geoffreyja Unswortha i Oscar za vizualne efekte, koji je primio Kubrick kao redatelj specijalnih efekata filma. Pet njegovih filmova nominirani su za Oscare u raznim kategorijama, uključujući najbolji film za Dr. Strangelovea, Paklenu naranču, Barryja Lyndona i najboljeg redatelja za 2001: Odiseja u svemiru, Dr. Strangelovea, Paklenu naranču i Barryja Lyndona.
Za Kubricka, pisani dijalog je jedan od elemenata koji se mora dovesti u ravnotežu s pozadinom (setovi, gluma i osvjetljenje), glazbom i pogotovo montažom. Inspiriran raspravom o filmskoj glumi Vsevoloda Pudovkina, Kubrick je shvatio da montažer može stvoriti izvedbu u sobi za montažu i često ponovno režirati film.
Kako je objasnio novinaru,
"Sve na filmu potječe od nečeg drugog. Pisanje je, naravno, pisanje, gluma dolazi iz kazališta, a snimanje potječe od fotografije. Montaža je jedinstvena za film. Nešto možete vidjeti iz raznih kutova gledanja gotovo u isto vrijeme što stvara novo iskustvo."
Prema tome, Kubrickova metoda djelovanja postala je potraga za zamišljenom vizijom u montažnom studiju kako bi svi elementi filma postali dostupni za konačno oblikovanje. Cijena te metode, počevši sa Spartakom, bilo je beskrajno presnimavanje scena što je bilo iscrpna istraga svih varijacija snimljenog. To mu je omogućilo da u montažnu sobu dođe s više opcija određene scene. Jonathan Baxter je napisao:
Umjesto traženja intelektualne kralježnice filma u scenariju prije početka rada, Kubrick je smatrao kako je njegov način kretanja prema konačnoj verziji filma snimanje svake scene iz različitih kutova i zahtjevanje ponavljanja svake rečenice. Tada je u nekoliko mjeseci aranžirao i reaaranžirao tisuće djelića filma kako bi udovoljili viziji koja se zapravo tek tijekom montaže počela javljati.
Suvremeni redatelji kao što su Martin Scorsese, Steven Spielberg i Ridley Scott naveli su Kubricka kao izvor inspiracije, a u slučaju Spielberga, i suradnje. Kubrickovo inventivno i jedinstveno kretanje kamere i kadriranje često su ponavljali drugi filmski redatelji, a primjer Jonathan Glazer, čiji film Rođenje sadrži mnoge vizualne reference na Kubricka.
Dva autora primijetila su kako crtana serija Simpsoni vrvi raznim referencama na Kubrickove filmove, posebno na Odiseju i Paklenu naranču, ali i na Spartaka, Dr. Strangelovea i Isijavanje. Gary Westfall u The Greenwood Encyclopedia of Science Fiction and Fantasy piše da, iako su reference na "fantastičnu fikciju" u Simpsonima obilne, "dva su majstora žanra čiji utjecaj na Simpsone nadmašuje sve ostale: Stanley Kubrick i Edgar Allan Poe". John Alberti u Leaving Springfield: The Simpsons and the Possibility of Oppositional Culture piše o...
... gotovo opsesivnim referencama na filmove Stanleyja Kubricka. Čini se kako je primanje ovih filmova u panteon intertekstualnih aluzija serije konačno označilo njihov ulaz na najdublju podsvjesnu razinu globalnog uma popularne kulture.

## Karakter
Kubrick često nije bio spreman govoriti o osobnim stvarima u javnosti, ili uopće javno nastupati. Njegov imidž u medijima varirao je od povučenog genija do megalomanskog luđaka koji se otuđio od svijeta. Od njegove smrti, Kubrickovi prijatelji i obitelj su to poricali. Kubrick je očito iza sebe ostavio čvrstu obitelj i mnogo bliskih prijatelja. Mnogi koji su radili s njim za njega su imali samo riječi hvale.
Glasine o njegovoj povučenosti su većim dijelom mit, a vjerojatno je nastao zbog njegove nesklonosti da putuje igdje iz St. Albansa. Kubrick se bojao letenja pa je rijetko napuštao Englesku u zadnjih četrdeset godina svog života. Klonio se i holivudske medijske mašinerije, što je rezultiralo time da su ga mediji rijetko i spominjali. Nakon kupnje imanja Childwickbury Manor u Hertfordshireu u Engleskoj, Kubrick je organizirao život tako da ne pati ni obitelj ni posao. Kupio je najmoderniju opremu za montažu te je posjedovao sve kamere kojima je snimao. Djeca i životinje ulazili bi i izlazili iz sobe dok je radio na scenariju ili se sastajao s glumcem. Njegov izgled zadnjih godina nije bio dobro poznat, a Britanac po imenu Alan Conway uspješno ga je oponašao što mu je omogućilo da se upozna s raznim slavnim glumcima i uđe u otmjene klubove. Conway je predmet filma Colour Me Kubrick (2005.), kojeg je napisao Kubrickov pomoćnik Anthony Frewin, a režirao Brian Cook, koji je 25 godina bio Kubrickov pomoćni redatelj.
Kubrick je neprestano bio u kontaktu s članovima obitelji i poslovnim partnerima, često preko telefona, a suradnike je često zvao u svaka doba za razgovore koji bi trajali od manje od minute do nekoliko sati. Mnogi Kubrickovi štovatelji i prijatelji govorili su poslije njegove smrti o ovim razgovorima uz veliko uzbuđenje i nostalgiju, posebno Michael Herr i Steven Spielberg. U svojim memoarima o Kubricku, Herr je rekao kako deseci ljudi tvrde da su razgovarali s Kubrickom na dan kad je umro te je dodao, "Svima im vjerujem." Kubrick je često u svoju kuću pozivao razne ljude, od glumaca i dobrih prijatelja do redatelja štovatelja, pisaca i intelektualaca.
Malo je poznato da je Kubrick volio životinje. Imao je mnogo pasa i mačaka te im je posvećivao mnogo vremena. Christiane, Kubrickova udovica, napisala je u svojoj verziji knjige Stanley Kubrick: A Life In Pictures da je dovodio mačke u sobu za montažu kako bi proveo s njima vrijeme koje je izgubio na snimanju. Matthew Modine se prisjetio kako je Kubrick bio vrlo uzrujan kad je obitelj zečeva slučajno ubijena tijekom snimanja Full Metal Jacketa. Bio je tako uzrujan da je otkazao snimanje do kraja dana. Philip Kaplan, jedan od Kubrickovih odvjetnika i prijatelja, izjavio je kako je Kubrick jednom odgodio sastanak s njim i još jednim odvjetnikom koji je došao u London iz SAD-a kako bi se sastao s njim u zadnji trenutak jer je proveo cijelu noć s umirućom mačkom te nije bio u stanju doći.
Govorilo se da je Kubrick netaktičan i bezobrazan prema mnogim ljudima s kojima je radio. Neki od Kubrickovih suradnika zamjerili su mu hladnoću ili manjak suosjećanja za druge. Iako je tijekom snimanja postao dobar prijatelj sa zvijezdom Paklene naranče, Malcolmom McDowellom, naglo je prekinuo prijateljstvo nakon završetka produkcije. McDowell je bio jako pogođen zbog ovoga, a raskol između dvojice potrajao je do Kubrickove smrti. Kubrick je otpustio SF pisca Briana Aldissa s nedovršenog projekta Umjetna inteligencija jer je ljetovao sa svojom obitelji, što je bilo kršenje ugovora, iako je projekt tada bio na čekanju. James Earl Jones, unatoč tome što se divio Kubricku na umjetničkom planu, govorio je o negativno o iskustvima sa snimanja Dr. Strangelovea, rekavši kako Kubrick nije poštovao glumce, a koristio se njima kao instrumentima u svojoj službi, ne dopuštavši im samostalnost. George C. Scott, koji se u prisjećanju divio Kubricku jer je navodno bio jedan od nekoliko ljudi koji su ga mogli rutinski potući u šahu, zamjerio mu je što je za konačnu verziju Dr. Strangelovea iskoristio njegove sugestivne izvedbe iako mu je rekao kako su to samo scene zagrijavanja koje se neće ni vidjeti. Kubrickova ekipa govorila je kako je bio na zlu glasu zato što nikome nije davao komplimente te zato što je rijetko pokazivao štovanje za svoje suradnike u strahu da će postati samozadovoljni. Kubrick bi ih pohvalio tek nakon što bi film bio završen. Jedini glumci koje je Kubrick nazvao "genijalcima" bili su Peter Sellers, James Mason i Malcolm McDowell.
Michael Herr je, u inače pozitivnim memoarima o svojem prijateljstvu s Kubrickom, prigovorio kako je bio iznimno škrt i pohlepan kad je u pitanju novac. Naglasio je kako je Kubrick bio "užasna osoba za poslovanje" te da je do svoje smrti bio uzrujan kako je Jack Nicholson od Isijavanja zaradio više novca nego on. Kirk Douglas je često govorio kako Kubrick nikad nije bio spreman na kompromise te da film mora biti njegovo remek-djelo, a ne rezultat timskog rada. Međutim, Douglas je dao na znanje kako se nije slagao s Kubrickom zbog njegovih negativnih izjava o Spartaku.
Iako mnogi suradnici nisu podnosili Kubricka, mnogi su o njemu govorili u pozitivnom svjetlu, uključujući suradnike i prijatelje kao što su Jack Nicholson, Diane Johnson, Tom Cruise, Joe Turkel, Con Pederson, Sterling Hayden, Scatman Crothers, Carl Solomon, Ryan O'Neal, Anthony Frewin, Ian Watson, John Milius, Jocelyn Pook, Sydney Pollack, R. Lee Ermey i drugi. Memoari Michaela Herra i knjiga Matthewa Modinea, Full Metal Jacket Diary, prikazali su Kubricka u drugom svjetlu: ljubaznijeg, razboritijeg i toplijeg nego od uobičajenog pogleda na njega, kao hladnog, zahtjevnog i bezličnog. Kad su Shelley Winters upitali što je mislila o njemu, odgovorila je: "Dar." Duvall, koja je u Isijavanju glumila Wendy, imala je neugodan odnos s Kubrickom, ali je u prisjećanju rekla kako je bilo sjajno iskustvo to što ju je učinio pametnijom - iako to nikad ne bi ponovila. Malcolm McDowell kasnije je rekao kako su neke njegove izjave o Kubricku bile "nepoštene" te ujedno "povik" Kubricku da obnove odnos.

## Politika
U svojim memoarima o Kubricku, Michael Herr, njegov dobar prijatelj i ko-scenarist Full Metal Jacketa, napisao je:
Stanley je imao mišljenje o svemu, ali ne bih ih baš nazvao političkima... Njegovi pogledi na demokraciju bili su kao i u mnogih ljudi koje znam, ni lijevo ni desno, ne baš ispunjena vjerom, temeljeni na instinktima, novcu, sebičnim interesima i gluposti... Mislio je da bi najbolji sustav mogao biti pod dobroćudnim despotom, iako nije vjerovao da takav čovjek postoji. Nije bio cinik, ali bi lako mogao proći kao jedan. Definitivno je bio kapitalist. Vjerovao je da je realist.
Herr se prisjeća kako je Kubrick ponekad bio blizak liberalnom humanizmu 19. stoljeća, da je smatrao definiciju neokonzervativizma Irvinga Kirstola da je "liberala obuzela realnost" povijesno smiješnom, da je bio nepovjerljiv prema gotovo svim autoritetima i da je bio socijalni darvinist.
Herr je još napisao kako je Kubrick posjedovao pištolje te da je mislio kako rat i nije u potpunosti loša stvar. U dokumentarcu Stanley Kubrick: A Life In Pictures, Herr kaže: "... priznao je da je, od svega što rat jest, isto tako jako lijep." Pisac je na prvotne reakcije na Full Metal Jacket rekao, "Ljevičari će Kubricka nazvati fašistom." Iako se Full Metal Jacket često navodi kao antiratni film, u svojem intervjuu iz 1987. s Geneom Siskelom, nazvanom Candidy Kubrick, redatelj je rekao, "Full Metal Jacket sugerira kako se o ratu može reći još toga osim da je jednostavno loš." U istom intervjuu je rekao da sve ozbiljno što instruktor kaže, kao "Puška je samo alat, to je tvrdo srce koje ubija", i u potpunosti istina.
Iako su neki rekli kako Kubrick nije volio Ameriku, Michael Herr kaže da je Amerika sve o čemu je govorio te da je često razmišljao da se vrati. Napisao je da su Kubricku prijatelji iz Amerike slali VHS kazete s američkim nogometom, Seinfeldom, Simpsonima i drugim televizijskim serijama koje nije mogao gledati u Ujedinjenom Kraljevstvu. Kubrick je rekao Siskelu kako nije antiamerički nastrojen te da je smatrao kako je Amerika dobra zemlja, iako nije smatrao kako je Ronald Reagan dobar predsjednik. Kubrick je, prema Ianu Watsonu, navodno rekao o Laburističkoj stranci od prije 1997., "Ako laburisti uopće uđu u parlament, napustit ću zemlju." Watson tvrdi kako je Kubrick bio žestoki protivnik zakona o oporezivanju bogatih i socijalnog osiguranja općenito.
Kubrickov raniji rad može se doživjeti više "liberalnim" nego onaj kasniji. Pukovnik Dax u Stazama slave i Spartak u istoimenom filmu su usporedivi s liberalima, a satira vlade i vojske u Dr. Strangeloveu se čini kao da ističe liberalnu političku perspektivu. Kubrickovi zreliji radovi su pesimističniji i sumnjičaviji oko tzv. urođene dobrote čovječanstva. Kubrickovi radovi prikazuju njegov osobni pogled na ljudsku prirodu, a predstavlja kritiku moralnog/političkog držanja temeljenu na pogledu na ljudsku prirodu drugih. Na primjer, u Paklenoj naranči, policija je nasilna i priprosta kao prijatelji, a Kubrick opisuje prevratničkog pisca g. Alexandera (ljevičara) i autoritarnog ministra unutarnjih poslova (desničara) kao manipulatore, licemjere i grešnike.
Kubrick je u vezi Paklene naranče izjavio za New York Times:
Čovjek nije uglađeni barbar, on je primitivni barbar. On je iracionalan, okrutan, slab, glup, nesposoban da bude objekt nečega što se ne dotiče njegova interesa. Zanima me okrutna i nasilna čovjekova priroda jer je to njegova istinska slika. I svaki pokušaj stvaranja socijalnih institucija na krivoj predodžbi ljudske prirode je vjerojatno osuđen na propast.
Dodao je:
Ideja društvenog ograničavanja je loša jer je temeljena na utopijskoj i nerealnoj viziji čovjeka. Ali u ovom filmu imate primjer društvenih institucija koje su otišle korak predaleko. Očito socijalne institucije suočene s problemom zakona i reda mogu postati groteskno tiranske. Film ima dva ekstrema: pokazuje Alexa u njegovu divljačkom stanju i društvo koje čini još veće zlo u pokušaju da ga izliječi.
Kad je novinar New York Timesa Fred M. Hechinger napisao članak u kojem je Paklenu naranču nazvao "fašističkim" djelom, Kubrick je poslao pismo reakcije:
Prilično je točno kako je pogled mojeg filma na čovjeka manje privlačan od onog kojim je Rousseau zabavljao na sličan alegorijski način - ali, kako bi se izbjegao fašizam, mora li se čovjek doživljavati kao uglađeni barbar, a ne kao primitivan? Biti pesimist još nije dovoljna kvaliteta da bi se nekog proglasilo tiraninom (nadam se)... Doba alibija, u kojem se nalazimo, počinje s uvodnom rečenicom Rousseauova Emilea. 'Priroda me je učinila sretnim i dobrim, a da sam drukčiji, krivo bi bilo društvo.' Takvo je stajalište utemeljeno na dvije pogrešne koncepcije: da je čovjek u svom prirodnom stanju sretan i dobar i da pračovjek nije imao društvo. Rousseauova romantična zabluda sastoji se u tome da je društvo ono što kvari čovjeka, a ne da čovjek kvari društvo, stavlja laskavu maglicu između nas i društva. Taj pogled, da se referiram na g. Herchingera, može polučiti solidan uspjeh, ali na kraju krajeva takva samozadovoljna iluzija vodi prema očaju.
Kubrick je u svom pismu često citirao Roberta Ardreyja, autora Afričkog postanka i Društvenog ugovora - ne onog Rousseauva - i pisca Arthura Koestlera koji je stekao slavu Duhom u stroju. Oba autora (Koestler preko psihologije, a Audrey preko antropologije) tražila su potrebu za smrću i destrukcijom, a kao i Kubrick, bili su sumnjičavi prema liberalnom uvjerenju o profinjenoj dobroti čovječanstva. Ardrey i Kubrick su to pripisivali Rousseauu, koji je, prema Ardryjevim riječima, "Otac romantične zablude" i biheviorizma, pogotovo onog što se smatra "radikalnim biheviorizmom", kojeg se u prvom redu pripisuje B.F. Skinneru. U intervjuu za New York Times, Kubrick je izjavio da je njegov pogled na čovjeka bliži onom kršćanskom nego humanizmu ili židovskoj teologiji.
Kubrick je vjerovao kako je sloboda još vrijedna traženja čak i ako je čovječanstvo u biti primitivno, a da je zlo u kontekstu indvidiue, kako god nepoželjno bilo, još poželjno u suprotnosti sa zlom u totalitarnom društvu. Redatelj je u intervjuu s Geneom Siskelom rekao:
Obuzdati čovjeka ne znači otkupiti ga... Mislim da opasnost nije ta da će se autoritet urušiti, nego da će u konačnosti, kako bi se očuvao, postati jako represivan... Zakon i red nisu lažne teme, isprika za desnicu da ode još više na desno.

## Religija
Stanley Kubrick rođen je kao Židov, ali nikad nije prakticirao religiju kako mu ni roditelji nisu bili jako religiozni. Kad ga je Michael Ciment u intervjuu upitao je li imao religijski odgoj, Kubrick je odgovorio: "Ne, uopće ne."
Za Kubricka se često navodilo da je ateist. U intervjuu s Craigom McGregorom, rekao je:
Poslije 2001 sam se počeo zanimati za metafizičku tematiku. Bio bih jako iznenađen ako svemir nije ispunjen inteligencijom koja u usporedbi s našom izgleda kao božanska. Jako mi je uzbudljivo to što većinu svemira ne razumijemo te da postoji inteligencija neizmjerne veličine izvan Zemlje. To je nešto što me sve više zanima. To mi je jako uzbudljiva i zadovoljavajuća nada.
Kad ga je Eric Nordem u intervjuu za Playboy je li 2001: Odiseja u svemiru bio religiozan film, Kubrick je objasnio:
Reći ću kako je koncept Boga u srcu 2001, ali ne tradicionalna, antropomorfička slika Boga. Ne vjerujem ni u jednu zemaljsku monoteističku religiju, ali vjerujem da jedna može konstruirati intrigantnu znanstvenu definiciju Boga; kad shvatite činjenicu kako samo u našoj galaksiji postoji približno 100 milijardi zvijezda, te da je svaka zvijezda izvor života i da postoji otprilike 100 milijardi galaksija samo u vidljivom dijelu svemira. Dajte planetu stabilnu orbitu, da nije prevruće i prehladno, i nekoliko milijardi godina za kemijske reakcije nastale interakcijom sunčeve energije s kemikalijama na planetu i izvjesno je da će se pojaviti život u nekom obliku. Razumno je pretpostaviti da mora biti bezbroj milijardi takvih planeta gdje je nastao biološki život te da postoji mogućnost da se razvila neka inteligencija. Sunce je stara zvijezda, a njezini planeti su samo djeca po kozmičkim godinama, pa se čini mogućim da postoje milijarde planeta u svemiru ne samo gdje je inteligencija niža od čovjekove, nego onih gdje je i jednaka, pa i oni gdje gdje je ona milijunima godina ispred nas. Kad pomislite na golemi tehnološki napredak koji je čovjek ostvario u nekoliko milenija - manje od mikrosekunde u kronologiji svemira - možete li zamisliti evolucijski razvitak mnogo starijih formi života? Morali su napredovati od bioloških vrsta s krhkim ljuskama u besmrtna bića - i tada, nakon bezbroj vijekova, mogli su se iz kukuljica transformirati u bića čiste energije i duha. Njhovi potencijali bili bi neograničeni, a njihova inteligencija neshvatljiva ljudima.
U istom je intervjuu okrivio slabu kritičku ocjenu Odiseje radi sljedećeg:
Vjerojatno postoji određeni element intelektualaca koji je tako dogmatično ateistički i materijalistički ili vezan sa Zemlju da mu se ideja o ogromnosti svemira i misterijama inteligencije u njemu čine kao anatema.
Kad ga je William Kloman u intervjuu za New York Times upitao o manjku dijaloga u 2001, Kubrick je objasnio:
Nema sumnje da se ovakva priča ne bi mogla ispričati riječima. U filmu ima 46 minuta dijaloga i 113 minuta scena bez dijaloga. Postoje neka područja osjećaja i stvarnosti-ili nestvarnosti ili najdublje žudnje, kako god hoćete-koja se ne mogu dočarati riječima. Glazba može doprijeti do tih područja. Slikarstvo također. Neverbalni izrazi to mogu. Ali riječi su užasna luđačka košulja. Zanimljivo je koliko zatvorenika zamjeri kad im je olabavite ili skinete. Postoji strana ljudske osobnosti koja nekako osjeća kad kozmička istina možda laže, ne laže u kategorijama A, B, C, D. Laže u nekim misterioznim, nepoznatim aspektima misli i života i iskustva. Čovjek je uvijek odgovarao na to. Religija, mitologija, alegorije - bili su uvijek načini kako čovjek odgovara na to. S racionalizmom, moderni čovjek to pokušava eliminirati i uspješno riješiti neke religijske nedoumice. Ono što se sada događa na filmu i u popularnoj glazbi je reakcija na zagušljiva ograničenja racionalizma.
Stephen King sjetio je se kako ga je Kubrick zvao kasno u noći dok je snimao Isijavanje i pitao ga: "Vjeruješ li u Boga?" King je rekao da je odgovorio. "Jesam", ali postoje tri različite verzije onoga što je slijedilo. Prvo je rekao kako mu Kubrick poklopio slušalicu. U drugoj prilici je tvrdio da je Kubrick rekao, "Znao sam", i tada mu poklopio. Treći put je King rekao, prije nego što je poklopio, "Ne, mislim da Bog ne postoji". U novijim intervjuima, King je predstavio još jednu verziju priče o "Bogu", prema kojoj Kubrick nazove pisca i upita ga misli li da su priče o duhovima optimistične jer sve sugeriraju kako postoji život nakon smrti. King odgovara, "Što je s paklom?" Nastaje stanka, a Kubrick kaže, "Ne vjerujem u pakao."
Konačno, na stranici alt.movies.kubrick su pitali Katharinu Kubrick Hobbs je li Stanley Kubrick vjerovao u Boga. Ovo je njezin odogovor:
Hmm, škakljivo. Mislim da je vjerovao u nešto, ako razumijete što hoću reći. Zapravo, bio je pomalo fatalist, ali je bio jako praznovjeran. Prava mješavina prirode i odgoja. Ne znam u što je točno vjerovao, vjerojatno bi rekao kako nikad nitko neće biti siguran te da bi bilo arogantno uopće pretpostaviti da bi itko mogao znati. Jednom sam ga upitala o Isijavanju, je li vjerovao u duhove. Rekao je kako bi bilo lijepo da je "bilo" duhova, što bi dalo naslutiti da ima nečeg poslije smrti. Uvijek smo slavili Božić i imali veliko božićno drvce.
U dokumentarcu Stanley Kubrick: A Life in Pictures, Jack Nicholson se prisjetio da je Kubrick rekao kako je Isijavanje u biti optimistična priča jer "svaka priča koja kaže da postoji nešto nakon smrti je u biti optimistična."

## Filmografija
Dokumentarni kratki filmovi
- Day of the Fight (1951.)
- Flying Padre (1951.)
- The Seafearers (1953.)

Dugometražni filmovi
| Godina | Film                                                            | Nagrade |
| ------ | --------------------------------------------------------------- | --- |
| 1953.  | Strah i želja                                                   | |
| 1955.  | Poljubac ubojice                                                | |
| 1956.  | Uzaludna pljačka                                                | Nominiran za BAFTA-u: Najbolji film |
| 1957.  | Staze slave                                                     | Nominiran za BAFTA-u: Najbolji film |
| 1960.  | Spartak                                                         | Nominiran za 6 Oscara, 4 osvojena: Najbolji sporedni glumac, Najbolja scenografija, Najbolja fotografija, Najbolji dizajn kostima, Najbolja montaža, Najbolji originalni glazbeni broj Nominiran za 6 Zlatnih globusa, 1 osvojen: Najbolji dramski film, Najbolji glumac u drami, Najbolji redatelj, Najbolji originalni glazbeni broj, Najbolji sporedni glumac Nominiran za BAFTA-u: Najbolji film                           |
| 1962.  | Lolita                                                          | Nominiran za Oscara: Najbolji adaptirani scenarij Nominiran za 5 Zlatnih globusa, 1 osvojen: Najbolja nova glumica, Najbolji glumac u drami, Najbolja glumica u drami, Najbolji redatelj, Najbolji sporedni glumac Nominiran za BAFTA-u: Najbolji glumac |
| 1964.  | Dr. Strangelove ili: Kako sam naučio ne brinuti i zavolio bombu | Nominiran za 4 Oscara: Najbolji glumac, Najbolji redatelj, Najbolji film, Najbolji adaptirani scenarij Nominiran za 6 BAFTA nagrada, 3 osvojene: Najbolja britanska scenografija, Najbolji britanski film, Najbolji film, Najbolji britanski glumac, Najbolji britanski scenarij, Najbolji strani glumac |
| 1968.  | 2001: Odiseja u svemiru                                         | Nominiran za 4 Oscara, 1 osvojen: Najbolji specijalni efekti, Najbolji redatelj, Najbolja scenografija, Najbolji originalni scenarij Nominiran za 4 BAFTA-e, 3 osvojene: Najbolja scenografija, Najbolja fotografija, Najbolji zvuk, Najbolji film |
| 1971.  | Paklena naranča                                                 | Nominiran za 4 Oscara: Najbolji redatelj, Najbolja montaža, Najbolji film, Najbolji adaptirani scenarij Nominiran za 3 Zlatna globusa: Najbolji redatelj, Najbolji dramski film, Najbolji glumac u drami Nominiran za 7 BAFTA nagrada: Najbolja scenografija, Najbolja fotografija, Najbolja režija, Najbolji film, Najbolja montaža, Najbolji scenarij, Najbolji zvuk                                                         |
| 1975.  | Barry Lyndon                                                    | Nominiran za 7 Oscara, 4 osvojena: Najbolja scenografija, Najbolja fotografija, Najbolji dizajn kostima, Najbolji originalni glazbeni broj, Najbolji redatelj, Najbolji film, Najbolji adaptirani scenarij Nominated za 2 Zlatna globusa: Najbolji redatelj, Najbolji dramski film Nominiran 5 BAFTA nagrada, 2 osvojene: Najbolja fotografija, Najbolja režija, Najbolja scenografija, Najbolji dizajn kostima, Najbolji film |
| 1980.  | Isijavanje                                                      | |
| 1987.  | Full Metal Jacket                                               | Nominiran za Oscara: Najbolji adaptirani scenarij Nominiran za Zlatni globus: Najbolji sporedni glumac Nominiran za 2 BAFTA nagrade: Najbolji zvuk, Najbolji specijalni efekti |
| 1999.  | Oči širom zatvorene                                             | Nominiran za Zlatni globus: Najbolji originalni glazbeni broj |

Ova tablica ograničena je na Oscare, Zlatne globuse i BAFTA nagrade.
Kubrick je bio nominiran i osvojio nagrade raznih društava filmskih kritičara, filmskih festivala te Ceha američkih scenarista i Ceha američkih redatelja.
U SF svijetu, Kubrick je tri puta osvojio posebnu nagradu Hugo. Još je četiri puta bio nominiran (uz jednu pobjedu) za Nagradu Saturn, koja nije ni postojala kad je osvojio tri nagrade Hugo.
Najmanje nagrađeni Kubrickovi filmovi su Uzaludna pljačka iz 1956. i Isijavanje iz 1980. koji je jedini bio nominiran za četiri gore spomenute nagrade Saturn, od čega je osvojio jednu. Osim toga, Isijavanje je jedini Kubrickov film koji je ikad nominiran za zloglasnu Zlatnu malinu za najgori element filma. Bio je nominiran za dvije.

### Dokumentarci
- Stanley Kubrick: A Life in Pictures. Dokumentarni film. Redatelj Jan Harlan. Warner Home Video, 2001. 142 min.

## Vanjske poveznice
- Službena stranica
- Stanley Kubrick u internetskoj bazi filmova IMDb-u (engl.)
- Autorizirana stranica Warner Brosa. o Kubricku
- Stanley Kubrick: The Master Filmmaker[neaktivna poveznica]
- Kubrick on Senses of Cinema (detaljna biografija)
- Multimedijski arhiv o Kubricku
- Kubrickov filmski multimedijski vodič
- Popis intervjua i fotografija za Look
- Popis svih objavljenih fotografija u Looku  Arhivirana inačica izvorne stranice od 12. listopada 2006. (Wayback Machine)